# Biribi

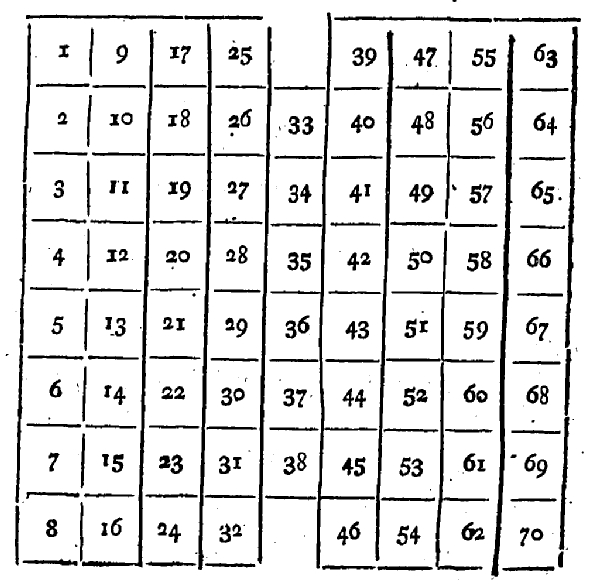
Spielplan für Biribi (1788)

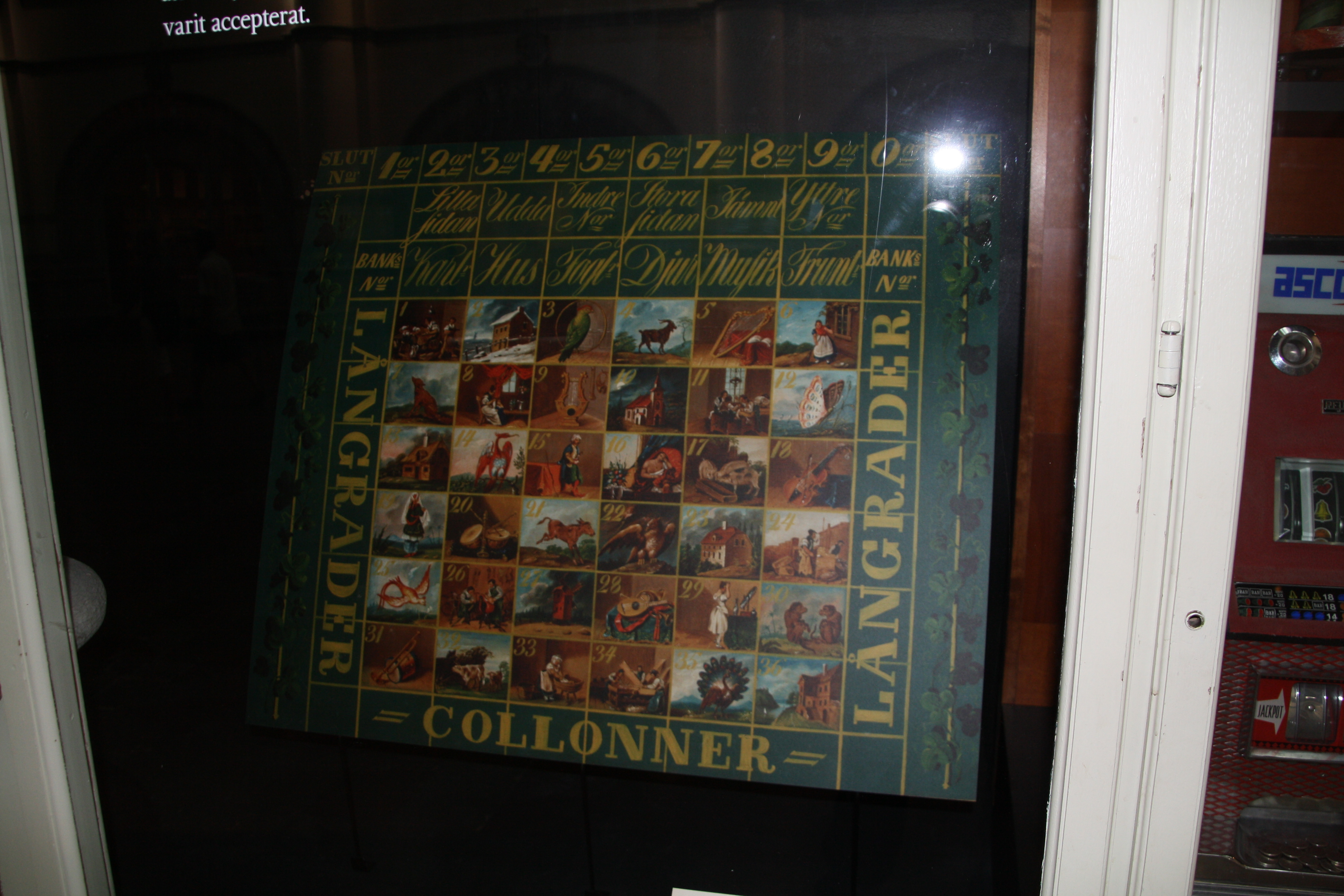
Reich illustriertes historisches Biribi-Spiel aus dem 18. Jahrhundert, gezeigt im Nordischen Museum, Stockholm, Schweden

Biribi oder Cavagnole ist ein der Belle ähnliches, im 18. Jahrhundert weit verbreitetes Glücksspiel, das spätestens 1763 in Genua bereits verboten war, und das im Jahre 1837 in Frankreich gleichfalls verboten wurde.
Die Spieler tätigen ihre Einsätze auf einem Tableau mit den Nummern 1 bis 70, der Bankhalter zieht aus einem Sack eine Nummernkarte und ruft die Gewinnzahl aus.
Hat ein Spieler auf die gezogene Zahl gesetzt, so erhält er das 64-fache seines Einsatzes ausbezahlt (der Gewinn beträgt somit nur das 63-fache), die übrigen Einsätze verfallen zugunsten des Bankhalters.
Der Bankvorteil beträgt 6⁄70 oder ca. 8,57 %.
Die Redewendung „jemanden nach Biribi schicken“ bedeutete in der französischen Armee, dass jemand zu einem Strafbataillon nach Algerien versetzt wurde.